# اندفاع السكر (فلم)
اندفاع السكر (بالإنجليزية: Sugar Rush)، هُو فيلم جريمة وأكشن وكوميديا نيجيري صدر سنة 2019، وقد أخرجه Kayode Kasum. الفيلم من بطولة كُل من أديسوا إتومي وبيسولا أيولا وبيمبو أديمويى.

## وصلات خارجية
- مقالات تستعمل روابط فنية بلا صلة مع ويكي بيانات
- لا توجد روابط لمواقع التواصل الاجتماعي.